# Maschinelle Übersetzung
Maschinelle Übersetzung (MÜ oder MT für engl. machine translation) bezeichnet die automatische Übersetzung von Texten aus einer Sprache in eine andere Sprache durch ein Computerprogramm. Während die menschliche Übersetzung Gegenstand der angewandten Sprachwissenschaft ist, wird die maschinelle Übersetzung als Teilbereich der künstlichen Intelligenz in der Computerlinguistik erforscht.

## Funktionsweise
MÜ verwendet oft ein großes künstliches neuronales Netzwerk (siehe neuronale MÜ), das end-to-End-Weise ausgebildet ist und die Fähigkeit hat, gut auf sehr lange Wortsequenzen zu verallgemeinern. Dies bedeutet, dass das Modell nicht explizit große Satz-Tabellen und Sprachmodelle speichern muss, wie im Fall herkömmlicher MÜ. Daher hat dieses Modell einen geringen Speicheraufwand. Schließlich ist die Implementierung der Dekodierer im Gegensatz zu den hoch komplizierten Dekodierern von herkömmlicher MÜ einfach.
Außerdem hat das Konzept der „Aufmerksamkeit“ 2017 an Popularität gewonnen und es den Modellen ermöglicht, Ausrichtungen zwischen verschiedenen Modalitäten zu lernen, zum Beispiel zwischen Bildobjekten, zwischen Sprachrahmen und Text oder zwischen visuellen Merkmalen eines Bildes und seiner Textbeschreibung.

## Mathematische Zusammenhänge
Ein Netzwerk für neuronale MÜ (Neural Machine Translation, NMT) modelliert die bedingte Wahrscheinlichkeit {\displaystyle p(y\mid x)}, dass ein Quellsatz {\displaystyle x_{1},x_{2},\ldots ,x_{n}} in einen Zielsatz {\displaystyle y_{1},y_{2},\ldots ,y_{m}} übersetzt wird. Die Grundform der NMT besteht aus einem Kodierer, der eine Darstellung {\displaystyle s} für jeden Quellsatz berechnet und einem Dekodierer, der jeweils ein Zielwort generiert und die bedingte Wahrscheinlichkeit wie folgt zerlegt:
{\displaystyle p(y\mid x)=\sum _{j=1}^{m}\log(p(y_{j}\mid y_{<j},s))}
Man kann die Wahrscheinlichkeit der Dekodierung (Rückübersetzung) jedes Wortes {\displaystyle y_{j}} mithilfe der Softmax-Funktion als  {\displaystyle p(y_{j}\mid y_{<j},s)=\mathrm {softmax} (g(h_{j}))} parametrisieren, wobei {\displaystyle g} die Transformationsfunktion ist, die einen Vektor ausgibt und {\displaystyle h_{j}} ist die verborgene Einheit des rekurrenten neuronalen Netzes, abstrakt berechnet als {\displaystyle h_{j}=f(h_{j-1},s)}, wobei die Funktion {\displaystyle f} den aktuellen verborgenen Zustand aus dem vorherigen verborgenen Zustand berechnet.
Modelle mit Aufmerksamkeitsmechanismus leiten einen Kontextvektor {\displaystyle c_{t}} ab, der die Vorhersage des aktuellen Zielworts {\displaystyle y_{t}} unterstützt. Diese Modelle unterscheiden sich zwar in der Art und Weise, wie der Kontextvektor {\displaystyle c_{t}} abgeleitet wird, haben jedoch dieselben Folgeschritte. Die Informationen aus dem Kontextvektor {\displaystyle c_{t}} und dem versteckten Zielvektors {\displaystyle h_{t}} werden kombiniert und erzeugen wie folgt einen verborgenen Aufmerksamkeitsvektor:
{\displaystyle {\tilde {h_{t}}}=\tanh(W_{c}[c_{t},h_{t}])}
Der Aufmerksamkeitsvektor {\displaystyle {\tilde {h_{t}}}} wird dann durch die Schicht mit der Softmax-Funktion geleitet, um die prädiktive Verteilung wie folgt zu erzeugen:
{\displaystyle p(y_{j}\mid y_{<j},x)=\mathrm {softmax} (W_{s},{\tilde {h_{t}}})}

## Geschichte
Das Verstehen einer Sprache, ohne sie gelernt zu haben, ist ein alter Menschheitstraum (Turmbau zu Babel, J. Bechers numerische Interlingua, Timerio, Babelfisch, Pfingstwunder, Science-Fiction-Geschichten). Die Erfindung der Computer in Kombination mit der Beschäftigung mit dem Phänomen Sprache als wissenschaftliche Disziplin (Sprachwissenschaft) hat zum ersten Mal einen konkreten Weg zur Erfüllung dieses Traums geöffnet.
Bis zum heutigen Tag hat das militärische Interesse den Weg der MÜ entscheidend geprägt.
Eines der frühesten Projekte war ein Russisch-Englisch-Übersetzungsprogramm für das US-Militär.
Trotz seiner anekdotenhaft schlechten Qualität genoss das Programm hohe Popularität unter US-Militärs, die sich zum ersten Mal ohne den Umweg über Dritte (Dolmetscher und Übersetzer) selbst zumindest einen Eindruck vom Inhalt russischer Dokumente verschaffen konnten.
Der 1966 für das Verteidigungsministerium der Vereinigten Staaten erstellte ALPAC-Bericht bescheinigte der MÜ grundsätzliche Unrealisierbarkeit und brachte mit einem Schlag die Forschung für fast 20 Jahre praktisch ganz zum Erliegen.
Erst in den 1980er Jahren begannen Elektrokonzerne wie die Siemens AG (Metal-Projekt) erneut mit der Forschung.
Zu diesen Vorhaben zählt auch die Forschungsarbeit im Sonderforschungsbereich „Elektronische Sprachforschung“ an der Universität des Saarlandes. Hier wurde das System „SUSY“ entwickelt, das in der Lage war, aus dem Deutschen und ins Deutsche zu übersetzen. Ein weiteres System des Sonderforschungsbereichs war ASCOF, in dem neben morpho-syntaktischen auch semantische Informationen für die Übersetzung herangezogen wurden.
In der gleichen Zeit initiierte die japanische Regierung das Fünfte-Generation-Projekt, bei dem MÜ vom Englischen ins Japanische zunächst auf der Basis der Programmiersprache Prolog implementiert wurde.
Die enge Zusammenarbeit zwischen Universitäten, Elektrokonzernen und Regierung führte zu den weltweit ersten kommerziellen MÜ-Programmen für PCs und hat Japan in die Führungsposition der MÜ-Forschung weltweit gebracht.
In den 1990er Jahren lief in Deutschland das BMBF-Leitprojekt Verbmobil, dessen Ziel es war, deutsche, englische und japanische gesprochene Dialogsprache zu dolmetschen. Das Verbmobil-System sollte gesprochene Spontansprache erkennen, die Eingabe analysieren, übersetzen, einen Satz erzeugen und ihn aussprechen.
In den 2000er Jahren kamen vermehrt statistische Verfahren zum Einsatz. So bietet Google seit 2006 ein statistisches Übersetzungssystem an. Auch regelbasierte Ansätze wurden weiterentwickelt. Eines der bekanntesten Forschungsprojekte dieser Art ist Apertium, eine freie Software die von der spanischen Regierung und der Regierung von Katalonien finanziert und an der Universität Alicante weiterentwickelt wird.
Seit 2007 gab es den Machine Translation Marathon.
Der Stand der MÜ im Jahr 2010 wurde von vielen Menschen als unbefriedigend bewertet. Grundsätzlich versteht die Wissenschaft menschliche Sprache aber noch unzureichend. Die meisten Sprachwissenschaftler gingen gar davon aus, dass maschineller Übersetzung ohne über das reine Sprachverständnis weit hinausgehende Kompetenzen automatischer Systeme grundsätzliche Grenzen gesetzt sind, da viele Übersetzungen zudem große Mengen an konzeptuellem Wissen, Metawissen sowie Kenntnisse über die Konstitution menschlicher Umwelt allgemein und über die Konventionen sozialer Interaktion erfordern.
Seit dem Jahr 2016 werden für Übersetzungsprogramme zunehmend künstliche neuronale Netze, d. h. künstliche Intelligenzen eingesetzt (siehe neuronale MÜ), wodurch der Fortschritt rasant zunahm. Beispiele sind DeepL, Google Übersetzer, Yandex.Translate sowie der Bing Translator, die fortan deutlich bessere Ergebnisse erzielten.
Im März 2018 teilte Microsoft mit, durch eine KI Chinesisch-Englisch-Übersetzungen mit der Qualität eines professionellen menschlichen Übersetzers zu erreichen; das sei ein Durchbruch bei der maschinellen Übersetzung, den Microsoft nicht so früh erwartet habe. Weitere Durchbrüche bei der neuronalen MÜ wurden durch den Einsatz von großen Sprachmodellen (Large Language Models) erzielt. Diese Modelle analysieren und integrieren massive Textkorpora, darunter auch nicht-parallele Daten, um die Nuancen der Sprache zu erfassen. Dadurch erfassen sie Kontext, kulturelle Bezüge und sogar Humor, was zu präziseren und natürlicheren Übersetzungen führt.
Der Bedarf an MÜ-Anwendungen steigt weiter:
- Viele Texte sind heute digital verfügbar (also leicht für den Computer zu verarbeiten).
- Die Globalisierung erfordert die Übertragung von immer mehr Texten in immer mehr Sprachen (der Markt für Übersetzung verdoppelt sich alle vier Jahre), während die Popularität des Berufs des Übersetzers/Dolmetschers stagniert.
- Gerade von nur wenigen Westeuropäern/Amerikanern gesprochene beziehungsweise für diese schwierig zu erlernende Sprachen aus Regionen, deren Bewohner ihrerseits kaum westliche Sprachen sprechen, werden immer wichtiger:
  - kommerziell wichtig: die ostasiatischen Sprachen Chinesisch, Koreanisch und Japanisch; sowie Thai.
  - militärisch wichtig: Sprachen der internationalen Konfliktregionen, vor allem mit Beteiligung des US-Militärs. 2003 haben gleich mehrere US-Software-Unternehmen Übersetzungsprogramme für Arabisch und Paschtu (eine der Sprachen in Afghanistan und Grenzregionen Pakistans) herausgebracht. Ebenfalls 2003 hat die DARPA einen Blind-Wettbewerb für eine unbekannte Ausgangssprache durchgeführt. 2011 wurde das BOLT-Programm gestartet, das zum Ziel hat, die Erforschung der Übersetzung chinesischer und arabischer Texte ins Englische zu fördern.[11][12]

## Übersetzungs-Methoden
Die neuronale maschinelle Übersetzung (NMT) ist die am weitesten entwickelte Methode automatisierter Übersetzungen. Diese Methode kann durch selbstständiges Lernen Ergebnisse von hoher Übersetzungsqualität liefern. Die Technologie wird seit 2016 von den führenden Übersetzungsdiensten wie Google Übersetzer, Yandex.Translate, Bing Translator, DeepL und Amazon Translate genutzt. Die meisten Übersetzungssysteme setzen seit 2017 Transformationsarchitektur ein.

### Neuronale MÜ
(Neural Machine Translation, NMT)
Neuronale MÜ basiert wie statistische MÜ auf der Analyse von zweisprachigen Texten. Diese Texte werden von einem künstlichen neuronalen Netz angelernt und dabei die Zusammenhänge zwischen Ausgangs- und Zielsprache erfasst. Es kann bei der Übersetzung allerdings nicht nachvollzogen werden, wie das Ergebnis zustande kam, obwohl neuronale MÜ viele Texte präziser als andere Methoden der MÜ zu übersetzen scheint. Die neuronale MÜ wird seit 2016 von den führenden Übersetzungsdiensten wie Google Übersetzer, Yandex.Translate, Bing Translator, DeepL und Amazon Translate verwendet.
Mitarbeiter von Google Brain hatten 2016 herausgefunden, dass sich eine Sprache „ziemlich gut in nur etwa tausend Dimensionen darstellen“ lässt. Seit Ende 2016 arbeitet deshalb der Google Übersetzer mit künstlichen neuronalen Netzwerken. Diese Technologie entwickelt sich eigenständig weiter, d. h. sie lernt eigenständig. In einigen Sprachen werden Worte nicht einzeln, sondern satzweise übersetzt.

### Regelbasierte Methoden

#### Direkte Maschinenübersetzung
Die Wörter des Quelltextes werden mit dem Wörterbuch Wort für Wort und in der gleichen Reihenfolge in die Zielsprache übertragen. Anschließend werden Satzstellung und Flexion nach den Regeln der Zielsprache angepasst. Dies ist die älteste und einfachste MÜ-Methode, die beispielsweise auch obigem Russisch-Englisch-System zugrunde lag.

#### Transfer-Methode
Die Transfer-Methode ist die klassische MÜ-Methode mit drei Schritten: Analyse, Transfer, Generierung. Der zweite Schritt hat der ganzen Methode den Namen gegeben. Zunächst wird die grammatische Struktur des Quelltextes analysiert, oft in einer Baumstruktur. Abhängig von der gewählten Transfermethode wird daraus oft eine semantische Struktur abgeleitet. Danach werden die Strukturen in die Zielsprache übertragen (=transferiert). Schließlich werden in der Zielsprache aus den Strukturen mit grammatischen Regeln wiederum Sätze erzeugt und so der Zieltext erzeugt (=generiert).

#### Interlingua-Methode
Die Interlingua-Methode analysiert zunächst die grammatische Information des Quelltextes und transferiert diesen, nach vordefinierten Regeln, in eine „Zwischensprache“ (= Interlingua). Die grammatische Information in der Zielsprache wird aus dieser Zwischensprache erzeugt. Die Interlingua-Methode ist hilfreich bei mehrdeutigen Ausdrücken. So kann man deutsch umgangssprachlich „Wenn ich arbeiten würde, würde ich mir ein Auto kaufen.“ (hochsprachlich mit Konjunktiv: „Wenn ich arbeitete, kaufte ich mir ein Auto“) nicht mit einer Transfer-Regel würde→would übersetzen („If I would work, I would buy a car.“), weil auf Englisch if-Sätze would nicht erlauben. In der Interlingua würde die würde-Information abstrakt als „Irreales Konditional“ weitergegeben und im Englischen je nach dem Satzkontext mit oder ohne would realisiert.

### Beispielbasierte MÜ
(Example-Based Machine Translation, EBMT)
Das Kernstück eines beispielbasierten MÜ-Systems ist ein Übersetzungsspeicher, in dem häufig wiederkehrende Sätze oder Redewendungen mit ihren jeweiligen Übersetzungen gespeichert werden. Statistisch wird (mit Information-Retrieval-Methoden) berechnet, wie ähnlich alle Einträge des Übersetzungsspeichers jeweils einem Satz des Quelltextes sind. Aus der Kombination der Übersetzung der ähnlichsten Sätze wird die Übersetzung generiert.

### Statistische MÜ
(Statistics-Based Machine Translation, SBMT)
Vor der eigentlichen Übersetzung analysiert ein Programm ein möglichst großes Textkorpus von zweisprachigen Texten (oft zum Beispiel Parlamentsprotokolle, etwa aus dem kanadischen Hansard-Corpus). Dabei werden Wörter und grammatische Formen in Ausgangs- und Zielsprache aufgrund ihrer Häufigkeit und gegenseitigen Nähe einander zugeordnet und somit ein Wörterbuch sowie Grammatikübertragungsregeln extrahiert. Auf dieser Basis werden die Texte übersetzt. Die statistische MÜ ist sehr populär, weil sie keinerlei Kenntnis der beteiligten Sprachen voraussetzt. Deshalb kann die statistische MÜ durch die Analyse realer Textbestände theoretisch auch solche Regeln erfassen, die sprachwissenschaftlich noch nicht genau erklärt sind.

### MÜ mit menschlicher Hilfe
(Human-Aided Machine Translation, HAMT)
Bei der MÜ mit menschlicher Hilfe muss der Benutzer mehrdeutige oder schwierig zu übersetzende Konstruktionen selbst übersetzen oder vermeiden. Dies kann im Voraus geschehen, indem der Benutzer beispielsweise lange Sätze in kurze Sätze unterteilt, oder interaktiv, zum Beispiel indem der Benutzer die richtige Bedeutung eines Wortes auswählt.

### Abgrenzung
Nicht zur maschinellen Übersetzung zählt die computerunterstützte Übersetzung (Machine-Aided Human Translation, MAHT, auch Computer-Aided Translation oder CAT genannt), bei der ein Computerprogramm den menschlichen Übersetzer unterstützt.

## Qualität
Im März 2018 teilte Microsoft mit, dass eine von Microsoft entwickelte KI Chinesisch-Englisch-Übersetzungen mit der Qualität eines professionellen menschlichen Übersetzers übersetzen kann.

### Bewertung
Die MÜ-Forschung benutzt die Evaluation, die skalierte Bewertung der Übersetzungsqualität. MÜ-Übersetzungen werden zunächst pro Satz bewertet; die normalisierte Summe der Satzbewertungen ist die Qualität des ganzen Textes. In den meisten Fällen wird die Bewertung per Hand von einem Muttersprachler der Zielsprache durchgeführt und in einer Kennziffer ausgedrückt. In Japan wird oft eine fünfstellige Skala mit 0–4 Punkten verwendet:
- 4 Punkte: Sehr gut verständlich bis perfekt; kein offensichtlicher Fehler.
- 3 Punkte: Ein bis zwei falsche Wörter; sonst gut verständlich.
- 2 Punkte: Mit gutem Willen kann man sich ungefähr denken, was ursprünglich gemeint war.
- 1 Punkt: Der Satz wird in einem anderen als dem gemeinten Sinn verstanden (wenn überhaupt). Das liegt oft an teilweise falscher, oder ganz falscher Grammatik-Übersetzung (Struktur).
- 0 Punkte: Der Satz ergibt keinen Sinn; sieht aus wie eine zufällig zusammengewürfelte, chaotische Anordnung von Wörtern.

Für die automatische Bewertung der Übersetzungsqualität verwendet man Algorithmen wie den Bleu-Score, welche die Ähnlichkeit der automatischen Übersetzung mit einer menschlichen Referenzübersetzung messen. Bleu und andere Evaluationmaße wurden kritisiert, weil sie unzuverlässig sind und – vor allem auf Satzebene – nur bedingt zwischen guten und schlechten Übersetzungen unterscheiden. Trotzdem korrelieren automatische Bewertungsmaße relativ gut mit menschlichen Bewertungen, vor allem bei der Bewertung ganzer Textdokumente mit mehreren Tausend Sätzen.
Eine wirksame Bewertungsmethode für die Qualität einer maschinellen Vorübersetzung basiert auf der sogenannten Trefferrate: „Anzahl Terme, bezogen auf alle Terme im Dokument, welche der Übersetzer beim manuellen Nachübersetzen unverändert (ohne manuelle Eingriffe) übernehmen kann (Beugung - Position des Satzglieds im Satz ¦ des Terms im Satzglied)“.
- Terme stellen Einzelwörter oder fest gefügte Wortgruppen dar.
- Je nach Qualität lohnt sich die maschinelle Vorübersetzung oder behindert den Übersetzer.

### Praktische Probleme
Dass MÜ-Qualität oft als unbefriedigend empfunden wird, hat auch noch handfestere, teilweise behebbare Ursachen:
Benutzer kennt ZielspracheGerade bei Übersetzungen zwischen Indogermanischen Sprachen versteht der Benutzer oft die Zielsprache bis zu einem gewissen Grad selbst und ist so empfindlicher gegenüber Abweichungen als jemand, der ausschließlich auf die Übersetzung angewiesen ist.
SprachstilJeder Sprachstil hat Besonderheiten, die teilweise noch nicht einmal in der Linguistik beschrieben wurden. MÜ-Systeme gehen meist von der geschriebenen Zeitungssprache aus. Besonders schlechte Ergebnisse liefern MÜ-Systeme bei den Textarten, für die sie nicht entwickelt wurden, also meistens bei literarischen Texten, bei gesprochener Sprache oder gelegentlich auch bei technischen Texten.
Zu kleines oder fehlerhaftes WörterbuchMit den Veränderungen in Gesellschaft und Wissenschaft nimmt der Wortschatz einer Sprache jeden Tag rasant zu. Außerdem haben viele Wörter mehrere Bedeutungen (siehe Homonym), die durch Kontext-Analyse disambiguiert werden könnten. Wörterbuch-Mängel wie im Anfangsbeispiel Russisch-Englisch sind zu einem überraschend großen Teil für die schlechte Übersetzungsqualität verantwortlich. Die größten MÜ-Programme haben Wörterbücher mit mehreren Millionen Einträgen und einem Vielfachen an Bedeutungsunterscheidungen.
Mangelnde Transfer-RegelnViele grammatische Phänomene unterscheiden sich stark von Sprache zu Sprache bzw. sind nur in bestimmten Sprachen vorhanden. Die Lösung dieser Probleme erfordert oft linguistische Grundlagenforschung; diesen Aufwand suchen MÜ-Unternehmen zu vermeiden.
Computerlinguistische ProblemeDaneben hat die MÜ viele Probleme, die auch bei anderen computerlinguistischen Anwendungen auftreten, zum Beispiel das Verständnis von Weltwissen.

### Grammatische Problemgebiete regelbasierter Methoden
In keinem MÜ-System wird jede grammatische Regel angewendet beziehungsweise analysiert. Vielmehr wird oft darauf vertraut, dass ein nicht analysiertes grammatisches Phänomen zufällig in der anderen Sprache in ähnlicher Form auftritt, sodass nur die Wörter übersetzt werden müssen. Ein Beispiel ist der Artikel der, die, das, der im Englischen fast immer zu the und fast nie zu a übersetzt wird. Auf eine Analyse als „bestimmter Artikel“ kann also verzichtet werden. Dass aber auch zwischen Deutsch und Englisch solche einfachen Übersetzungen scheitern können, zeigt der obige if-Satz mit „würde“. Zwischen weniger nahen und nicht verwandten Sprachen, zum Beispiel Latein und Deutsch bzw. Chinesisch und Deutsch, sind solche direkten Übersetzungen oft nicht einmal auf der Wortebene eine sichere Wahl.
Viele komplexe Grammatik-Phänomene sind von der MÜ noch gar nicht oder nur in Ansätzen erforscht. Dann sind free rides oft die einzige Lösung. Solche Phänomene sind (Auswahl):
ArtikelDie germanischen und romanischen Sprachen haben Artikel, viele andere Sprachen dagegen nicht. Bei Übersetzung aus einer anderen Sprache muss der jeweils richtige Artikel quasi „aus dem Nichts“ generiert werden – aber eben nicht in allen Fällen.
Zusammengesetzte NominaIn Sprachen wie Deutsch oder Japanisch kann die genaue Beziehung zwischen Nomina untereinander „kaschiert“ werden, indem man sie einfach nebeneinander stellt. In anderen Sprachen muss die Beziehung explizit gemacht werden. Beispiel: Donaudampfschifffahrtsgesellschaftskapitän = „Ein Kapitän, der bei einer Gesellschaft arbeitet, die Dampfschiffe auf der Donau betreibt“.
Zusammengesetzte SatzbestandteileIn der walisischen Sprache kann eine sehr lange Nominalphrase in einem Wort stehen, z. B. Llanfairpwllgwyngyllgogerychwyrndrobwllllantysiliogogogoch = „Marienkirche in einer Mulde weißer Haseln in der Nähe eines schnellen Wirbels und in der Gegend der Thysiliokirche, die bei einer roten Höhle liegt“.
RelativpronomenDie meisten Sprachen haben gar kein oder nur ein einziges Relativpronomen. Bei Übersetzung ins Deutsche (der, die, das) oder Englische muss aber ausdifferenziert werden.
Tempus/ModalitätJede Sprache hat ihr eigenes System, um zu sagen, dass ein Satz in der Vergangenheit passiert oder ein Befehl ist. In europäischen Sprachen wird dies oft mit Verb und Adverb realisiert.

## Beispiele
Beispiele für maschinelle Übersetzung sind:
- Bing Translator[30]
- DeepL
- Google Übersetzer
- SYSTRAN[31]
- Yandex.Translate
- Amazon Translate
- Crosslang[32][33]